# Axel Dessau
Axel Carl Julius Dessau (23. november 1909 på Eltham i Hellerup – 25. oktober 1992) var en dansk erhvervsmand.
Dessau var søn af etatsråd, direktør Martin Dessau (død 1919) og hustru Ellen Margrethe f.
Salomonsen (død 1916). Han blev student fra Østre Borgerdydskole 1928; handelsuddannelse
1929-35 i følgende firmaer: A/S Sophus Berendsen, København, S Berendsen Ltd., London, Steatit-Magnesia, Berlin, A.L. Dessau & Cie, Paris, og Melchior, Armstrong, Dessau Co., New York; salgschef for tidsskrifterne Mandens Blad og Orientering 1936-38; selvstændig virksomhed som propaganda-konsulent 1938-49; arrangør af og sekretær ved forskellige større udstillinger og kongresser; till. propagandachef for A/S Titan 1939-43; leder af den svenske forening Nordens danske tournéafdeling 1943-45; daglig leder af Dansk Allieret Komité 1945-48; konsulent for Turistforeningen for Danmark 1948-49; leder af
dennes kontor i New York fra 1949.
Formand for the Advertising and Publicity Committee of the European Travel Commission, New York 1957-63; formand for European Travel Commission, New York 1970-72-, præsident for Danish Luncheon Club i New York 1963-66. Allied chairman for New York Asta (American Society of Travel agents) 1968-70 og formand for New York Antor (assembly of national tourist office representatives) 1969 og 70. Han var Ridder af Dannebrog.
Redaktør (sammen med Bo Bramsen) af Politikens Forlags turisthåndbog Danmark rundt (1943).
Han var gift 1. gang 20. december 1939 med Marion f. Michaelsen, f. 26. oktober 1914 i København, død 1965, datter af grosserer Hugo Michaelsen (død 1951) og hustru Carrie f. Kappel (død 1941), 2. gang 11. marts 1971 med Lis D., f. 4. december 1919, datter af kontorchef i Finansministeriet H.O.G Morner (død 1969) og hustru f. Jacobsen.